# Токийский экспресс

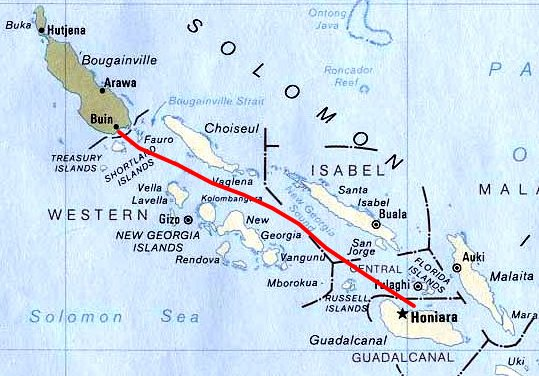
Первоначальный маршрут Токийского экспресса через пролив Слот

Токийский экспресс (англ. Tokyo Express) — название, данное союзниками лёгким силам Военно-морского флота Японской империи, доставляющим подкрепления в виде войск, оружия и боеприпасов армейским силам, действующим на островах вокруг Новой Гвинеи и Соломоновых островах в течение кампании на Тихом океане во время Второй мировой войны. Их тактика заключалась в посадке войск и загрузке припасов на быстроходные военные корабли, в основном эсминцы, чтобы, используя их скорость, доставлять грузы в точку назначения и возвращаться на базу в течение одной ночи, избегая дневных атак союзной авиации.

## Происхождение названия
Изначально соединения снабжения назывались союзниками «Экспрессом Кактуса» по названию союзных сил на Гуадалканале, использовавших это кодовое имя всей операции на Гуадалканале. После того, как пресса США начала называть данные соединения Токийским экспрессом, командование союзных сил также стало использовать это название, возможно, для сохранения в тайне кодового слова «Кактус». Сами японцы ночные соединения снабжения называли «крысиной перевозкой» (яп. 鼠輸送 нэдзуми юсо:).

## Рейсы «Токийского экспресса»
Необходимость организации Токийского экспресса была вызвана господством воздушных сил союзников на юге Тихого океана, которое было достигнуто после высадки на Гуадалканале и захвате аэродрома, получившего название «Гендерсон-Филд», на котором стали базироваться «Военно-воздушные Силы Кактуса» в августе 1942 года. Поставка войск и припасов тихоходными транспортными судами на Гуадалканал и в Новую Гвинею очень скоро доказала их высокую уязвимость от дневных воздушных налетов авиации. В связи с этим, командующий Объединенным флотом Японской империи адмирал Исороку Ямамото разрешил использование более быстроходных военных кораблей, обнаружение которых было более сложным делом, а угроза воздушной атаки становилась для них минимальной. Рейсы Токийского экспресса начались сразу после боя у острова Саво в августе 1942 года, продолжались в течение всей кампании на Соломоновых островах.

### Август 1942 — февраль 1943 года. Рейды на Гуадалканал
16-17 августа 1942 года группа из трёх эсминцев («Мотидзуки», «Муцуки», «Удзуки») выгрузила на мысе Тассафаронг острова Гуадалканал 120 солдат и офицеров Пятого специального штурмового отряда «Йокосука». Это был один из первых рейсов Токийского экспресса..
3-4 октября 1942 года командующий 3-й эскадрой эсминцев Хамсимото Синтаро провел довольно большую операцию по переброске подкреплений. К мысу Тассафаронг был направлен авианесущий крейсер «Ниссин», который вёз 9 орудий (в т.ч четыре 150-мм гаубицы) и 330 человек из состава 2-й пехотной дивизии, включая её командира. Прикрытие его осуществляли эсминцы «Новаки» и «Маякадзэ». Эсминцы «Уранами», «Сикинами», «Макигумо», «Акигумо» должны были высадить ещё 320 человек и 16 тонн продовольствия. Вторая группа эсминцев «Арасио», «Куросио» и «Хаясио» высаживали десант в 190 человек и 190 тонн продовольствия в Камимбо. Несмотря на многочисленные атаки американской базовой авиации, доставка подкреплений прошла почти по плану (не удалось выгрузить только два полевых орудия и 80 человек с «Ниссин»). Для прикрытия отхода группы привлекался эсминец ПВО «Акицуки».
8-9 октября 1942 года основную часть грузов Токийского экспресса вновь должен был доставить крейсер «Ниссин» (6 зенитных орудий, две 105-мм гаубицы, тягач и 180 человек). Эсминцы «Юдати», «Харусаме», «Асагумо» и «Нацугумо», с свою очередь транспортировали 560 человек из состава 4-го специального десантного отряда «Майдзуру». Эсминец ПВО «Акицуги» осуществлял прикрытие отряда. На этот раз соединение получило и воздушное прикрытие самолётами 11 воздушного флота. Всё это позволило успешно и без потерь провести операцию, несмотря на попытки американской авиации сорвать её.
8-9 ноября 1942 года Транспортное Соединение из пяти эсминцев доставил на Гуадалканал части 38-й пехотной дивизии. Во время операции это соединение атаковали американские торпедные катера. Торпеда с катера «РТ-61» попала в носовую оконечность эсминца «Мотидзуки»' и повредила обшивку корпуса. Эсминец сохранил боеспособность и самостоятельно возвратился на базу..

### Май-Август 1943 года. Рейды на Нью-Джорджия и Коломбангара
В ночь на 29 мая эсминцы 22 дивизиона «Сацуки», «Накадзуки» и «Минадзуки» успешно доставили подкрепление на Коломбангара. По пути «Сацуки» наскочил на риф и получил небольшие повреждения, исправленные позднее в Рабауле.
26-27 июня эсминцы «Сацуки», «Мотидзуки» и «Юнаги» в очередной раз доставили подкрепления из Рабаула на Коломбангара.
В июле американское командование начала операцию по захвату аэродрома Мунда на острове Нью-Джоржия. Основной маршрут Токийского экспресса теперь пролегал от островов Шортленд к острову Нью-Джоржия либо к Виле на острове Коломбангара, с которого японцы потом переправлялись к месту боёв. Союзное командование направило в район сражения американское 36 оперативное соединение контр-адмирала Эйнсуорта, состоящее из лёгких крейсеров и эсминцев. Настойчивые попытки американцев прервать пути снабжения привели к нескольким крупным столкновениям.
4-5 июля 1943 года транспортная группа эсминцев («Мотидзуки», «Микадзуки», и «Хамакадзе») высадила на острове Нью-Джорджия около 1200 человек из состава 229-го пехотного полка. В группу прикрытия высадки входили эсминцы «Ниидзуки» и «Юнаги». На обратном переходе эсминцы прикрытия атаковали торпедами американское соединение, которое возвращалось после обстрела японских позиций (легкие крейсера «Гонолулу», «Хелена» и «Сент-Луис», эсминцы «Николас», «О’Беннон», «Стронг» и «Шевалье»). Для атака были использованы данные радиолокационной станции эсминца «Ниидзуки». Две из 14 выпущенных торпед попали в американские эсминцы. Эсминец «Шевалье» был повреждён, но смог продолжить путь, а эсминец «Стронг» получил тяжелые повреждения и затем был обстрелян береговыми батареями. Командование приняло решение оставить корабль, который был потоплен эсминцем «Гуин». Это столкновение получило название «Бой у острова Нью-Джорджия».

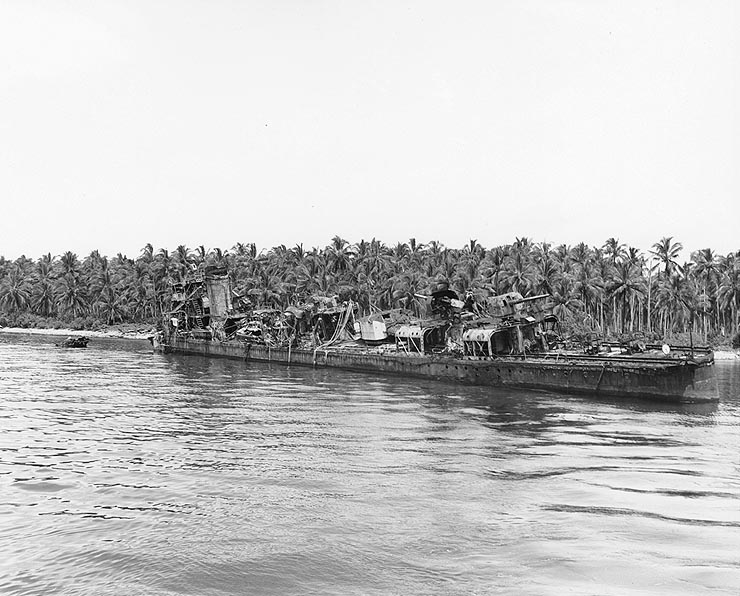
Уничтоженный 6 июля 1943 года эсминец Нагацуки на мели у острова Коломбангара. Снимок 1944 года

5-6 июля 1943 года очередной Токийский экспресс должен был доставить 2600 чел. подкреплений в Мунда. Соединение из 10 эсминцев под командованием контр-адмирала Тэруо Акияма было разделено на группу прикрытия («Ниидзуки» (флагман), «Судзукадзэ», «Таникадзэ»), 1-ю транспортную группу («Мотидзуки», «Микадзуки», «Хамакадзе») и 2-ю транспортную группу («Нагацуки», «Амагири», «Сацуки», «Хацуюки»). Поход привел к новому столкновению оперативной группой Эйнсуорта, которому было приказано перехватить японское соединение. Бой получил название «Бой в заливе Кула». После обнаружения противника 2-я транспортная группа повернула на базу, 1-я группа высадила войска на остров Нью-Джорджия, а группа прикрытия атаковала противника торпедами. В ходе боя японцы потеряли эсминец «Ниидзуки», на котором погиб адмирал Акияма, во время отхода на мель сел эсминец «Нагацуки» и утром был уничтожен авиацией. Повреждения получили ещё три эсминца. Американцы потеряли лёгкий крейсер «Хелена» и на этот раз им удалось сорвать план доставки подкреплений, так как удалось высадить только 850 человек, причём в промежуточном пункте.
Рейсы Токийского экспресса были продолжены. 8-9 июля эсминцы «Сацуки», «Мацуказде», «Микадзуки» и «Юнаги» беспрепятственно доставили в Вилу 1200 человек подкрепления и 85 тонн грузов. 11-12 июля очередной рейс в Вила транспортной группы (эсминцы «Сацуки», «Минадзуки», «Мацукадзэ», «Юнаги»), которые везли 1200 человек подкрепления, прикрывала группа, состоящая из лёгкого крейсера «Дзинцу» и пяти эсминцев. Им навстречу выдвинулось 36-е соединение (3 лёгких крейсера и 10 эсминцев). В ходе боя японцы потеряли «Дзинцу», но смогли тяжело повредить все три крейсера противника и потопить эсминец «Гуин». Под прикрытием боя, высадка подкрепления прошла успешно.
Активное сопротивление со стороны американского соединения заставило японцев ввести в бой крупные силы. 19-20 июля транспортная группа (30 дивизион эсминцев: «Микадзуки», «Минадзуки» и «Мацукадзэ»), должна была доставить припасы на Коломбонгару. Сопровождать её отправили сразу три тяжелых крейсера («Кумано», «Судзуя» и «Тёкай»), лёгкий крейсер «Сендай» и 16 дивизион эсминцев («Юкикадзэ», «Хамакадзе», «Киёнами», «Югуре»). Такой состав гарантировал преимущество японцам в возможном бою с 36-м соединением. Однако к этому времени американцы вывели свою эскадру из района боевых действий, так как все три их крейсера были тяжело повреждены. Вместо этого соединение контр-адмирала Сёдзи Нисимура было неоднократно атаковано авиацией. Эсминцы «Киёнами» и «Югуре» были потеряны, а крейсер «Кумано» повреждён. Правда выгрузка припасов прошла успешно.
Несмотря на то, что Токийский экспресс в основном достигал своей цели, бои за остров Нью-Джорджия завершились поражением японской армии и вскоре основной задачей рейсов экспресса стала эвакуация гарнизонов Коломбонгара в Велья-Лавелья.
28 сентября и 2 октября войска с Коломбангара вывозил эсминец «Сацуки».